# Madracis decactis
Madracis decactis är en korallart som först beskrevs av George Richard Lyman 1859.  Madracis decactis ingår i släktet Madracis och familjen Pocilloporidae. IUCN kategoriserar arten globalt som livskraftig. Inga underarter finns listade i Catalogue of Life.